# Parti social-démocrate estonien des travailleurs
Pour les articles homonymes, voir Parti social-démocrate.
Le Parti social-démocrate estonien des travailleurs (en estonien : Eesti Sotsiaaldemokraatiline Tööliste Partei) était un parti politique estonien fondé en 1917. Il remporta les élections de 1926 (24 sièges sur 100) et de 1929 (25 sièges sur 100). Le parti fut interdit en 1935 lors de la fin de la démocratie estonienne.
En 1919, les membres l'aile droite du Parti socialiste révolutionnaire estonien forment avec des membres du Parti social-démocrate estonien des travailleurs le Parti indépendant estonien des ouvriers socialistes.